# Familie Stotch
De familie Stotch zijn personages uit de animatieserie South Park. Stephen en Linda zijn de ouders van Butters Stotch. Stephen en Linda Stotch hebben vaak een bijrol en/of ondersteunende rol van Butters, omdat zij vaak de fouten van Butters verergeren en/of niet begrijpen.

## Stephen
Stephen kenmerkt zich door zijn agressieve manier van opvoeden van zijn zoon Butters. Hij blijkt homoseksuele gevoelens te hebben, wat in de aflevering Butters' Very Own Episode bijna zijn familie kost. Hij vindt zijn familie belangrijker en besluit zijn gevoelens te onderdrukken.
Zijn manier van opvoeden wekt de indruk dat hij om Butters geeft. Maar deze indruk staat op losse schroeven, omdat hij Butters in de aflevering Stupid Spoiled Whore Video Playset wil verkopen aan Paris Hilton.
Stephen rijdt in een Lexus RX300.

## Linda
Linda is wat stiller dan haar man Stephen. Maar zij is daardoor niet minder vaak te zien in de afleveringen. Haar rol is voornamelijk het benadrukken van haar man zijn standpunten. Linda is ingenieur en dient op de gemeenteraad als penningmeester.
Ondanks dat Linda voor haar zoon wil zorgen, heeft ze hem in de aflevering Butters' Very Own Episode geholpen bij zijn zelfmoordactie. Tevens komt zij er in de aflevering Cartoon Wars Part I als eerst achter dat zij en Stephen Butters zijn vergeten. Linda wil haar zoon ophalen, maar Stephen beweert dat het hiervoor te laat is en ze besluiten weg te blijven.

## Butters
Butters is een van belangrijkste bijpersonages. Butters is een blond, erg lief, schattig maar vooral naïef en hij is zeer bijgelovig.